# Refugio de El Fondó
El Refugio de El Fondó, situado al sureste de Monóvar, a pocos kilómetros del núcleo urbano, forma, junto con su aeródromo anexo, un enclave estratégico durante el periodo final de la Guerra Civil Española.

## Descripción
El refugio presenta una estructura que pesa una tonelada y que se encuentra excavada a 13,8 metros de profundidad. La galería principal posee una extensión de 92 metros y está recubierta con una capa de concreto de 20 centímetros de espesor. Según el reporte de la fuerza aérea, tenía la capacidad de albergar a 200 individuos. Además, el refugio disponía de una pista de despegue que se encontraba a una distancia de aproximadamente 30 metros.

## Historia
Para la edificación se reclutaron jóvenes suplentes de 1921, así como vecinos, muchos de ellos expertos en la cantería. En su construcción participaron más de 40 obreros, quienes también llevaron a cabo labores de mejora en el terreno de aviación. Su propósito era salvaguardar a la población civil de la zona ante la eventualidad de un bombardeo, así como proteger a los militares y trabajadores del aeropuerto, conforme a lo dispuesto por el Comité Nacional para la Defensa Pasiva de la Población frente a los ataques aéreos y químicos de 1935. Este nunca llegó a ser empleado durante el conflicto de la Guerra Civil Española.

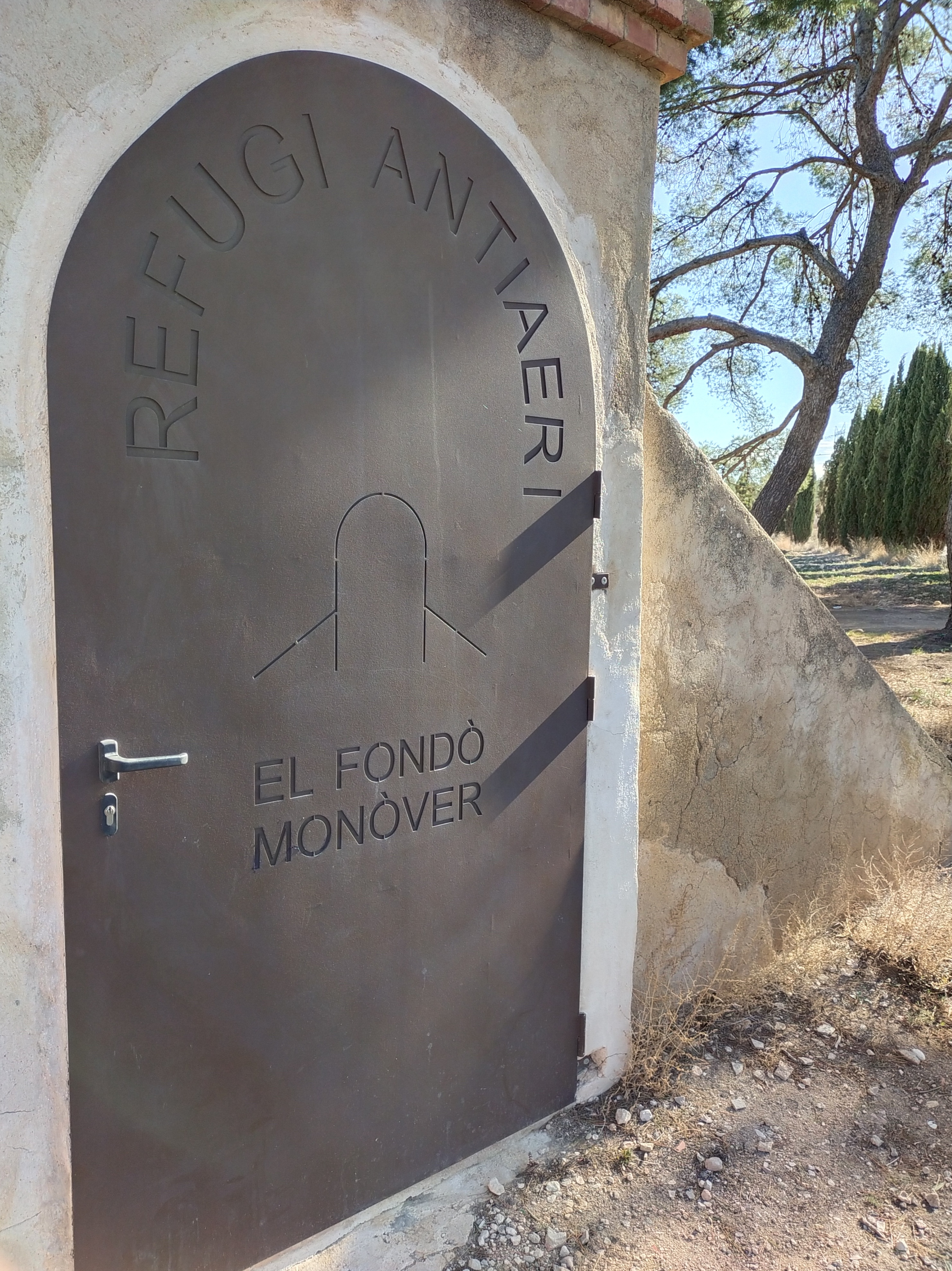
Puerta de acceso al refugio subterráneo, habilitado para las visitas en 2019.

A día de hoy, todavía se mantienen a la vista las dos aberturas de acceso, aunque muestran signos de desgaste, al igual que los conductos de ventilación del refugio. En su interior persisten los vestigios del sistema eléctrico que fue instalado en su día; así como ciertas inscripciones dejadas por los trabajadores que contribuyeron en su edificación.

## El aeródromo
El aeródromo estaba formado por una pista de tierra, esta instalación aérea fue establecida en 1938 en una parcela hexagonal de 1150 por 1450 metros de terreno agrícola, aprovechando la topografía favorable. Contaba con suministro de combustible y personal mecánico, además de un alojamiento en una vivienda cercana. El suelo era plano, un tanto arcilloso y con suaves elevaciones. Era perceptible desde el cielo, aunque no tenía una pista de aterrizaje iluminada, pero sí luces del perímetro. Debido a la falta de hangares, los aviones se resguardaban bajo la cubierta de los árboles. Durante la Guerra Civil el aeródromo estaba clasificado como «eventual» y pertenecía a la Cuarta Región Aérea, Primer Sector, código 415.
Exceptuando el incidente de aterrizaje forzoso que aconteció el 15 de enero de 1954 con un avión de la Academia General del Aire durante un vuelo de entrenamiento, el aeródromo no volvió a presenciar ninguna actividad. Algunas de las construcciones que dieron forma a este conjunto militar todavía perduran e incluso pueden ser visitadas, como el refugio o el cuartel. Las 160 hectáreas de cultivos que actualmente ocupan la superficie de la pista, fueron escenario de uno de los últimos episodios de la II República: el exilio de políticos y personalidades como Juan Negrín o Dolores Ibárruri.

## El final de la Guerra Civil Española
El enclave se encontraba ubicado a poca distancia de la que, en ese momento, era la residencia del presidente y del resto de miembros del gobierno republicano, situada en la finca de El Poblet, perteneciente al término municipal de la vecina localidad de Petrel, a unos 15 km de distancia. Esta ubicación se encontraba próxima a la Posición Dakar, que albergaba a los miembros del Partido Comunista Español, entre los que se encontraba La Pasionaria. Esta tranquila zona del interior de Alicante fue testigo de eventos significativos que marcarían un antes y un después en la historia de España. Entre ellos, el 6 de marzo del año 1939, el presidente del Consejo de Ministros de la República Juan Negrín partió desde este aeródromo hacia el exilio, acompañado por varios ministros, conscientes del peligro inminente que suponía el acercamiento de las tropas franquistas desde el interior hacia la costa.
Dentro del contexto histórico de la Guerra Civil Española, la posición estratégica del refugio y el aeródromo hizo que el conjunto se convirtiera en un enclave que terminó adquiriendo una relevancia crucial. Hasta la fecha, la población de Monòver había vivido el conflicto con relativa tranquilidad, a pesar de los estragos que este había causado de norte a sur del país. Sin embargo, esta tranquilidad se alteró cuando el gobierno se vio forzado a partir al exilio desde dicho enclave. La decisión cautelar del presidente de poner rumbo al exilio vino dada por el inminente peligro, pues los militares sublevados se acercaban y permanecer en España era peligroso. Además, a las causas bélicas se debe añadir también la situación de conflicto que existía entre los partidos del gobierno, pues había una amenaza clara de que se pudiera repetir una contienda interna en el seno del bando republicano.
Por otra parte, la incapacidad del Consejo Nacional de Defensa encabezado por el coronel Casado, sumado a las presiones franquistas y de sus aliados extranjeros, condujeron la contienda hacia un final precipitado y sin posibilidad de organización por parte del bando republicano.
En vísperas del exilio, la jornada estuvo marcada por el golpe del coronel Casado, que era muestra de la incapacidad del bando republicano por intentar organizar una defensa nacional. Esa misma noche, miembros del PCE pernoctaron en el refugio del aeródromo, noche en la que se deliberaron decisiones importantes sobre los miembros que, la mañana siguiente, partirían hacia el exilio, y los que se quedarían para intentar dar soporte a la resistencia republicana. Finalmente, el 6 de marzo de 1939, los vuelos comenzaron a partir poco antes del mediodía: los primeros en embarcar fueron algunos miembros del PCE, entre ellos Rafael Alberti o La Pasionaria, que partieron hacia Argelia en dos aviones Dragon Rapide. Horas más tarde, escoltada por dos tanquetas, llegaba una comitiva de coches con matrícula de las Fuerzas Aéreas Republicanas (FAR) con Negrín, miembros de su gobierno y algunos allegados. Según declaró el propio Negrín en 1945, durante el trayecto desde Elda «hubo que atropellar puestos facciosos que intentaron detener al Gobierno». Sobre las tres de la tarde, el presidente y alguno de sus ministros despegaban rumbo a Toulouse, Francia, bordeando la costa en un Douglas DC-2 de las Líneas Aéreas Postales Españolas. Desde allí, intentaría coordinar la resistencia republicana y hacer oposición al ejército franquista, que ya controlaba prácticamente la totalidad del territorio nacional.

## Centro de interpretación y proyecto museográfico
En esta pequeña pedanía todavía perviven algunos elementos que se unen y configuran la imagen de la población y que constituyeron parte de su conjunto histórico: el refugio antiaéreo conservado in situ y la casa cuartel instalada en una antigua bodega.
El Museo de la Memoria Histórica de El Fondó se encuentra situado en un paraje al aire libre, disperso pero integrado en el paisaje de la zona, que articula la historia del lugar. Consta de esculturas metálicas que interactúan con el visitante, protegiendo la información y marcando el recorrido expositivo. La instalación está formada por una suma de diferentes puntos de información disgregados, con la intención de rememorar la historia y el patrimonio inmueble e inmaterial de todo el enclave. Además, diferentes soportes arquitectónicos, estratégicamente colocados, generan un hábitat de difusión histórica, académica y democrática.  
El Proyecto Museográfico se concibe como un centro de interpretación de los acontecimientos de la Guerra Civil, el derrocamiento del último gobierno de la Segunda República Española y el papel que jugaron tanto el refugio como el aeródromo. Para lograr este objetivo, la exposición recorre el desarrollo de la guerra a través de una serie de gráficos que incluyen textos de varios niveles de comunicación, imágenes, fotografías históricas, planos, etc. Todo esto sucede en el edificio de la Escoleta, una antigua escuela rural construida en 1971 por iniciativa de la Dirección de Construcción de Escuelas del Estado durante la dictadura franquista, que hoy es espacio abierto para la defensa integral de la memoria democrática. 
El refugio se ha musealizado aprovechando su área subterránea de 175 metros cuadrados, concretamente su sala principal. El discurso del museo no sólo ofrece al visitante  información histórica y técnica, sino que también proporciona una comprensión inocente de la guerra, a partir de una completa serie de dibujos que niños y niñas realizaron durante el periodo del conflicto.